# Национальный совет церквей
Национальный совет церквей Христа в США (англ. National Council of the Churches of Christ in the USA, NCC) — американская экуменистическая организация. НСЦ объединяет 38 различных христианских деноминаций в качестве полных членов, в том числе церкви протестантского мейнстрима, православных, чёрные церкви, евангельских христиан и мирные церкви.
НСЦ был основан в 1950 году в результате объединения 12 американских межденоминационных организаций. Общее число прихожан церквей НСЦ составляет более 40 миллионов человек, НСЦ является крупнейшей экуменистической организацией США.
НСЦ организовавывал выпуск Пересмотренного перевода Библии (англ. Revised Standard Version; 1952) и Нового пересмотренного перевода Библии (англ. New Revised Standard Version; 1989), публикацию материалов по религиозному образованию, евангелизму и семейной жизни, продвижение религиозным и моральных ценностей.
Организации, входящие в НСЦ, поддерживали движение за гражданские права чернокожих в 1950—1960-х годах. В состав совета входит Международный совет общинных церквей. НСЦ вместе с левыми критиковал американские военные операции за рубежом (Вьетнамская война, война в Афганистане, Иракская война). С другой стороны, НСЦ неоднократно отказывала в переводе Метропольной общинной церкви, крупнейшей ЛГБТ-церкви США, из статуса наблюдателя в статус полного члена.